# Simion Năstase
Simion Năstase (n. 26 februarie 1947) este un fost deputat român în legislatura 1990-1992, ales în județul Vaslui pe listele partidului FSN.